# Eve Ariza
Eve Ariza (França, 1973) és una artista visual contemporània establerta a Andorra. La seva obra es caracteritza per l'exploració de temes relacionats amb la identitat, la natura i les tecnologies digitals.
Ariza va estudiar Belles Arts a Limoges abans de continuar la seva formació a diferents centres internacionals. La seva pràctica artística reflecteix una reflexió sobre les interaccions entre el món físic i el virtual, així com les implicacions de la societat digital en la percepció humana. Va formar part del col·lectiu artístic ParadiseConsumer Group.
L'artista ha participat en diverses exposicions internacionals, presentant la seva obra en galeries i esdeveniments artístics d'Europa i Amèrica. La seva obra es caracteritza per la integració de les noves tecnologies amb l'art tradicional, amb una mirada crítica sobre les transformacions socials i culturals de l'era contemporània. Va representar Andorra a la 57a Biennal d’Art de Venècia, el 2017.